# Oldřich Haičman (politik)
Oldřich Haičman (* 25. května 1932) byl český a československý politik Československé strany lidové a poslanec Sněmovny národů Federálního shromáždění za normalizace.

## Biografie
K roku 1986 se profesně uvádí jako vedoucí útvaru krajské organizace pro rozvoj techniky. Ve volbách roku 1986 zasedl za ČSL do české části Sněmovny národů (volební obvod č. 52 - Gottwaldov, Jihomoravský kraj). Ve Federálním shromáždění setrval do ledna 1990, kdy rezignoval v rámci procesu kooptací do Federálního shromáždění po sametové revoluci.